# 深澤良彰
深澤 良彰（ふかざわ よしあき、1953年 〈昭和28年〉7月17日 - ）は、日本の計算機科学者 。専門はソフトウェア工学 。人間環境大学総合環境学部学部長。早稲田大学名誉教授。工学博士（早稲田大学）。静岡市生まれ。

## 略歴

### 学歴
- 1972年　静岡県立静岡高等学校卒業[3]
- 1976年　早稲田大学理工学部電気工学科卒業
- 1978年　早稲田大学大学院理工学研究科修士課程修了
- 1983年　早稲田大学大学院理工学研究科博士課程修了

### 職歴
- 1978年 - 1981年　早稲田大学理工学部助手
- 1983年 - 1987年　相模工業大学 （現 湘南工科大学 ）工学部専任講師
- 1987年 - 1991年　早稲田大学理工学部助教授
- 1992年 - 2003年　早稲田大学理工学部教授
- 2002年 - 2006年　早稲田大学教務部長
- 2006年 - 2009年　早稲田大学メディアネットワークセンター所長
- 2007年 - 2010年　早稲田大学教務部情報化推進担当部長
- 2009年 - 2010年　早稲田大学研究推進部長
- 2010年 - 2014年　早稲田大学理事（研究推進総括、情報化推進）
- 2014年 - 2020年　早稲田大学図書館長
- 2024年 　　　　　 早稲田大学退職
- 2024年 　　　　　 人間環境大学総合環境学部学部長

### 学外における役職
- 1992年 - 1993年　厚生省厚生行政情報処理システム検討会委員
- 1993年 - 1994年　情報処理学会学会誌編集委員会幹事（ソフトウェア分野）
- 1993年 - 1997年　情報処理学会ソフトウェア工学研究会幹事
- 1994年 - 1995年　情報処理学会学会誌編集委員会主査（ソフトウェア分野）
- 1996年 - 1998年　電子情報通信学会情報システムソサイエティ庶務幹事
- 1996年 - 1998年　日本電子工業振興協会オブジェクト指向専門委員会委員長
- 1996年 - 2000年　日本ソフトウェア科学会理事
- 1996年 　　　　　 情報処理学会オブジェクト指向'96シンポジウム実行委員長
- 1997年 　　　　　 日本ソフトウェア科学会ソフトウェア工学の基礎研究会第4回ソフトウェア工学の基礎ワークショップ プログラム委員長
- 2000年 - 2002年　電子情報通信学会ソフトウェアサイエンス研究専門委員会委員長
- 2005年 - 2006年　パーソナルコンピュータユーザ利用技術協会理事
- 2006年 - 2014年　日本学術会議連携会員
- 2008年 - 2012年　オンデマンド授業流通フォーラム（FOLC）副理事長
- 2009年 - 2015年　日本オープンオンライン教育推進協議会理事
- 2009年 - 2011年　新宿区新中央図書館基本計画策定委員会委員長
- 2011年 - 2015年　私立大学情報教育協会常務理事
- 2011年 - 2015年　大学ICT推進協議会（AXIES）理事
- 2012年 - サステイナビリティ・サイエンス・コンソーシアム（SSC）理事
- 2015年 - 2020年　Open Computer Library Center （OCLC）Asia Pasific Regional Council Executive Committee Member
- 2015年 - 2019年　日本オープンオンライン教育推進協議会 （JMOOC）理事
- 2016年 - 2018年　オープンアクセスリポジトリ推進協会（JPCOAR）会長
- 2016年 - 2020年　Open Computer Library Center（OCLC）General Council Executive Committee Member
- 2016年 - 実務能力認定機構(ACPA)理事長
- 2019年 - CAUA会長
- 2019年 - 日本オープンオンライン教育推進協議会（JMOOC）副理事長
- 2019年 - 2023年　大学ICT推進協議会（AXIES）会長
- 2019年 - 情報処理学会企業認定審査委員会委員長
- 2020年 - Asuka Academy理事
- 2021年 - 情報処理学会規格役員会規格役員
- 2021年 - 国立情報学研究所運営会議副会長
- 2021年 - 2023年 文部科学省科学技術・学術審議会情報委員会専門委員（主査代理）
- 2023年 - 大学ICT推進協議会（AXIES）理事

## 著書
- 『 ツールとしてのUNIX』（サイエンス社、1993年）
- 『オブジェクト指向プログラミング入門 －CからC++へ－』（共立出版、1993年） - 栗野俊一との共著
- 『オブジェクト指向分析・設計 －開発現場に見る実践の秘訣－』（共立出版、1995年） - 本位田真一、青山幹雄、中谷多哉子との共著
- 『プログラミング －考え方と言語－』（森北出版、1997年）
- 『オブジェクト指向に強くなる』（技術評論社、2003年） - 青山幹雄、羽生田栄一、中谷多哉子、佐枝三郎、藤野晃延との共著
- 『ソフトウェアアーキテクチャ』（共立出版、2005年） - 岸知二、野田夏子との共著